# Johannes Nepomuk Remiger
Johannes Nepomuk Remiger, auch Jan Remiger, (* 4. Mai 1879 in Weshorsch, Österreich-Ungarn; † 21. Mai 1959 in Gauting) war ein tschechoslowakischer römisch-katholischer Geistlicher und der letzte Weihbischof der deutschen Minderheit in Prag (bis 1941).

## Leben
Der 1902 zum Priester der Diözese Prag geweihte Dr. theol. Jan Remiger wurde im Dezember 1929 zum Weihbischof in Prag ernannt und am 2. Februar 1930 zum Titularbischof von Dadima geweiht. Er war Anfang des Zweiten Weltkrieges Erzbischof-Koadjutor von Karel Kardinal Kašpar.
Remiger wurde 1946 aus der Tschechoslowakei vertrieben und siedelte nach München um. Er war von 1950 bis zu seinem Tode Geistlicher Protektor des Sozialwerkes der Ackermann-Gemeinde. Er ist im Münchner Liebfrauendom beigesetzt.
Seit 1930 war er Ehrenmitglied der katholischen Studentenverbindung KDStV Ferdinandea (Prag) Heidelberg.